# Koronowo (województwo wielkopolskie)
Koronowo (pol. hist. Kuranowo) – wieś w Polsce położona w województwie wielkopolskim, w powiecie leszczyńskim, w gminie Lipno.

## Historia
Wieś ma metrykę średniowieczną i pierwotnie związana była z Wielkopolską. Istnieje co najmniej od XIV wieku. Wymieniona została w 1394 w łacińskim dokumencie jako Curanowo, Kuranovo, 1407 Kuranowo.
Początkowo wieś należała do lokalnego opola będącego reliktem przedpaństwowej organizacji plemiennej na tym terenie. W 1435 wieś leżała w powiecie kościańskim Korony Królestwa Polskiego. W 1410 należała do parafii Goniębice.
Miejscowość była wsią szlachecką należącą do rodu Kuranowskich, którzy od nazwy wsi przyjęli odmiejscowe nazwisko. W 1394 właścicielem wsi był Borzysław z Koronowa. W 1401 mieszkańcy Koronowa zapłacili karę sądowi oraz Tomisławowi ponieważ nie stawili się na rozgraniczenie wsi dokonywane za pomocą instytucji opolnej. W 1404 Teodoryk Pradel z Koronowa sprzedał Januszowi zwanemu Kromnow albo Heszerhorn całą dziedzinę Koronowo za 200 grzywien. W 1406 Janusz Kromnow odsprzedał za tę samą kwotę całą dziedzinę Piotrowi z Woliszewa (obecnie Olszewo k. Śmigla). W 1407 Cybek Pradel w procesie z Mikołajem Grunowskim dowodził, iż kupił dziedzinę Koronowo od Borzysława i jego syna Mikołaja, za gotówkę i miał na to dokument. W latach 1414–1423 właścicielem wsi był Wojciech Kuranowski. W latach 1416–1449 jako właściciel we wsi odnotowany został także Wincenty Kuranowski herbu Leliwa prawdopodobnie stryj Wojciecha. W 1419 Jakusz Grunowski dowodził w procesie sądowym z Wojciechem Kuranowskim, że kopce usypane za czasów przodka Jakusza pomiędzy Koronowem, a Goniembicami są „prawe”.
W latach 1429–1435 właścicielem wsi był Jan Kuranowski. W 1435 Iwan Leszczyński kupił wieś od Jana Kuranowskiego za 200 grzywien. W latach 1462–1482 właścicielem Koronowa był wicechorąży kościański Mikołaj III Kuranowski. W 1466 odnotowano Andrzeja syna Mikołaja z Koronowa, który był studentem na Uniwersytecie Jagiellońskim w Krakowie. W 1469 Franciszek z Kąkolewa kupił od Mikołaja Kuranowskiego całą wieś Koronowo za 400 grzywien. W 1470 zapisał on swojej żonie Jadwidze po 100 kóp groszy posagu oraz wiana na wsi. W 1476 Franciszek, który od nazwy wsi przyjął nazwisko Kuranowski odsprzedał Koronowo i Żakowo Mikołajowi Goniębickiemu za 630 grzywien.
W 1510 we wsi odnotowano 2 i 3/4 łana osiadłego, 1,5 łana opuszczonego, folwark, 4 płosy oraz karczmę. W 1530 miał miejsce we wsi pobór podatków od 2 łanów. W 1563 pobór odbył się od 3 łanów, karczmy oraz wiatraka. W 1564 wieś miała 3 łany. W 1581 pobrano podatki od 2 łanów, 4 zagrodników po 4 grosze oraz od wiatraka.
Po rozbiorach Polski miejscowość wraz z całą Wielkopolską znalazła się w zaborze pruskim.
W latach 1975–1998 miejscowość administracyjnie należała do województwa leszczyńskiego.